# معهد مشروع 2049
معهد مشروع 2049 Project 2049 Institute، المعروف أيضًا باسم مشروع 2049، هو مؤسسة بحثية غير حزبية مقرها في أرلينجتون بولاية فيرجينيا تركز على السياسة الخارجية للولايات المتحدة وقضايا الأمن في منطقة آسيا والمحيط الهادئ، وخاصة تلك المتعلقة بالصين وتايوان. تتلقى "المنح والعقود من حكومة الولايات المتحدة، والحكومات ذات التفكير المماثل، والمؤسسات الخيرية، والشركات الكبرى، والمانحين الأفراد." في يناير 2024 تم الإعلان عن مايكل مازا كمدير أول جديد للمعهد.
تم تأسس المعهد عام 2008 على يد مساعد وزير الدفاع السابق للشؤون الأمنية في منطقة المحيطين الهندي والهادئ راندال شرايفر والمقدم المتقاعد في القوات الجوية الأمريكية مارك ستوكس. شغل نائب وزير الخارجية الأمريكي السابق ريتشارد أرميتاج منصب رئيس اللجنة حتى يناير 2020.
يدعم المعهد تايوان بقوة، ودعا إلى التطبيع الكامل للعلاقات بين الولايات المتحدة وتايوان. في فبراير 2020 استقبلت رئيسة تايوان تساي إنغ ون رئيس معهد مشروع 2049 راندال شرايفر في المكتب الرئاسي في العصمة تايبيه استضاف مشروع 2049 كبار المتخصصين في مجال الأمن في منطقة المحيطين الهندي والهادئ بما في ذلك لي هسي مين، ومايلز يو، وكيلي كوري، وبي خيم هسياو، وأندرو إن يانغ.[بحاجة لمصدر]

## روابط خارجية
- الموقع الرسمي